# NGC 16
NGC 16 je čočková galaxie vzdálená od nás zhruba 146 milionů světelných let v souhvězdí Pegase. Díky poměrně velké jasnosti by neměl být problém ji na tmavé obloze spatřit šestipalcovým (15,25cm) reflektorem.